# Степанчук Ярослав Станіславович
Яросла́в Станісла́вович Степанчу́к (позивний «Морпіх»; 27 вересня 1995, м. Фастів, Фастівський район, Київська область, Україна - 12 квітня 2023, Хромове (до 2016 року — Арте́мівське) — селище Бахмутської міської громади Бахмутського району Донецької області, Україна) - український доброволець, старший матрос, учасник російсько-української війни. Кавалер ордена «За мужність» II (посмертно) та III ступенів, звання Почесний громадянин м. Фастів.

## Життєпис
Народився 27 вересня 1995 року в місті Фастів, Фастівського району, Київської області.
Закінчив Фастівську загальноосвітню школу. У середній школі займався дзюдо. У 2013 році закінчив із відзнакою Фастівський центр професійно-технічної освіти, де здобув фах маляра-штукатура. У 2017-му закінчив Ржищівський будівельний технікум та отримав спеціальність техніка-будівельника. Працював охоронником, також мав досвід роботи таксистом. Був учасником Революції Гідності.

### Російсько-українська війна
Учасник російсько-української війни. 
На строковій службі в морській піхоті Ярослав ухвалив рішення брати участь в АТО (2015-2018).

### Повномасштабне вторгнення
Російське вторгнення Ярослав зустрів в Фастівській ДФТГ, а згодом став військовослужбовцем спецпідрозділу «Кедр» Головного управління розвідки Міноборони України. У складі свого підрозділу виконував складні бойові завдання. Осінню 2022 старший матрос Степанчук був нагороджений орденом «За мужність» III ступеня. Весною 2023 був нагороджений орденом «За мужність» II ступеня (посмертно). 
12 квітня 2023 року Ярослав загинув у ході виконання бойового завдання в населеному пункті Хромове, Бахмутського району, Донецької області.
17 квітня 2023 року відбулося прощання з Ярославом у Фастові. Сотні фастівчан прощалися з Ярославом на центральній площі міста.
Ярослава поховано на Алеї Слави Фастівського Інтернаціонального кладовища.

## Особисте життя
З кінця 2022 року був у стосунках з дівчиною з Харківської області, з котрою його звела доля при звільненні області від ворога. 

## Нагороди
- орден «За мужність» III ступеня (6 вересня 2022 року) — за особисту мужність і героїзм, виявлені при рятуванні людей, матеріальних цінностей під час ліквідації наслідків стихійного лиха, пожеж, за інших надзвичайних обставин, у боротьбі зі злочинністю, а також при виконанні військового, службового, громадянського обов'язку в умовах, пов'язаних з ризиком для життя;
- орден «За мужність» II ступеня (2 травня 2023, (посмертно)) — за особисту мужність і героїзм, виявлені при рятуванні людей, матеріальних цінностей під час ліквідації наслідків стихійного лиха, пожеж, за інших надзвичайних обставин, у боротьбі зі злочинністю, а також при виконанні військового, службового, громадянського обов'язку в умовах, пов'язаних з ризиком для життя;
- звання «Почесний громадянин міста» Фастів (16 вересня 2023, (посмертно)) — за заслуги перед містом і його жителями.

## Військові звання
- Старший матрос

| Емблема Збройних сил України | Це незавершена стаття про військового чи військову Збройних сил України. Ви можете допомогти проєкту, виправивши або дописавши її. |